# 武田舞彩
武田 舞彩（たけだ まあや、1998年〈平成10年〉8月21日 - ）は、日本の女性シンガーソングライターである。女性アイドルグループGEMの元メンバー。
福井県鯖江市出身、血液型はO型。サンミュージック所属。

## 略歴
2007年、『avex audition project俳優・タレント・モデルオーディション』に合格。福井県内に在住しながら、エイベックス・アーティストアカデミーの大阪校、のちに名古屋校に通う。2010年に開催された『avexアイドルオーディション2010』に応募、2次審査まで進むも落選。その後、2012年開催の『avexアイドルオーディション2012』に合格し、iDOL Streetのデビュー候補生であるストリート生に3期生として加入した。同年6月12日、『SUPER☆GiRLS生誕2周年記念SP & アイドルストリートカーニバル2012』でストリート生内のチームw-Street NAGOYAメンバーとして初お披露目された。
2012年12月、iDOL Streetレーベル第3弾グループGEMのスターティングメンバーに選抜され、2013年6月、正式メンバーに選ばれる。個人としては2015年8月に、地元福井県の「ふくいブランド大使」、「ジュラチックPR応援隊」、福井県眼鏡協会の「めがね大使」に選ばれている。
2016年1月、GEMとしての活動を休止し、Cheeky Paradeの山本真凜、鈴木真梨耶とともにロサンゼルスに2年間留学することを発表。同年6月25日に開催された『iDOL Street Carnival 2016 6th Anniversary 〜RE:Я|LOAD〜』をもって活動を休止した。留学中はレッスンだけでなく、ストリートライブを精力的に行っていた。その後、2018年3月末をもってGEMが解散することが発表され、武田は一時的に帰国して同年3月25日開催の『GEM LAST STAGE 〜Thank you GEMILY〜』に参加した。同年5月、ロサンゼルスの高校と日本の高校を同時に卒業したことを明かし、6月2日、鈴木と共に帰国。7月よりソロのシンガーソングライターとして活動を開始し、8月に初のワンマンライブを行った。2018年末をもってエイベックス・マネジメントを退所。
2019年4月、サンミュージック所属となる。同年5月、出身地である福井県鯖江市の「めがねのまちさばえ観光大使」に任命され、事務所移籍後初となるワンマンライブを行った。同年8月には、愛用しているギターメーカー"Taylor"のアーティストになったことが報告された。
2022年8月5日、同月12日に武田自身初のファーストシングル曲「なす」を配信リリースする事に発表。

## 人物
- 父親は福井県に本社を置く芸能事務所「ショーケース」（ami〜gas、せのしすたぁが所属）の社長[18]。姉はフルート奏者のarisa[18][19]（本名：武田有彩）。
- GEM時代のMy GEM[注 1]はスタールビー（赤）。
- 好きな食べ物は芋・肉・ご飯で、苦手な食べ物は、コーンマヨお寿司。
- 趣味は、笑うこと、動物鑑賞。特技は、華道。
- 和田まあや（乃木坂46）とはプライベートでも遊ぶ仲である[20]。
- 朝日奈央（元アイドリング!!!）はラブベリーの専属モデル時からファンである[21]。
- 愛用のアコースティックギターは、サンミュージック移籍後はTaylorのアコースティックで、「ひじき丸」と名付けている。（ギターメーカーTaylorのアーティスト）
- 福井の実家で飼われている愛犬の名前は「ぷりん」。

## 作品

### シングル
| 通番 | 発売日         | タイトル   | 販売形態             | 規格品番 | 備考                       |
| ---- | -------------- | ---------- | -------------------- | -------- | -------------------------- |
| 1    | 2022年8月12日  | 「なす」   | ダウンロード配信     | -        | サブスクリプション配信     |
| 2    | 2022年10月14日 | 「DESIRE」 | ダウンロード配信     | -        | サブスクリプション配信     |
| 3    | 2023年6月30日  | 「MOON」   | CD・ダウンロード配信 | -        | CD・サブスクリプション配信 |

### 未音源化楽曲
- Say You Love Me（2018年8月[注 2]）[11]
- 東京（2019年5月）[24]
- サヨナラ、僕の青春。（2019年5月）
- あなたの呼吸が止まる前に（2019年5月）
- ナス（2019年5月）
- ジャーニー・ガール（2019年5月）
- NEW WORLD（2019年5月）
- Glory（2019年7月）
- あげだしっ（2019年8月）
- ふたつの傘（2019年8月）
- Hurts（2019年10月）
- 秘密基地（2019年10月）
- ねこ（2019年10月）
- going my way（2019年12月）
- Truth Proof（2020年1月）
- 愛のスヰング（2020年8月）
- おんなの化け学（2020年8月）
- もすきーと（2020年12月）
- WOKE - 銀色の都会 -（2020年12月）

## タイアップ
| 楽曲       | タイアップ                                                                 |
| ---------- | -------------------------------------------------------------------------- |
| 「DESIRE」 | 福井テレビ「タスキに想いを込めて！2022中学駅伝・わんぱく駅伝」テーマソング |
| 「謳歌」   | 『福井県若者情報発信局(FWI)』                                              |

## 出演

### ライブ・イベント

#### 主催ライブ・イベント
- 武田舞彩 20th Birthday live 〜ここから始まる〜（2018年8月21日、R'sアートコート（労音大久保会館））[11]
- 改めまして、武田舞彩です〜いちご（2019年5月29日、ヤマハ銀座スタジオ）[24]
- 武田舞彩 2nd Live たけーそにっく〜にんじん（2019年8月25日、代官山 LOOP）[25]
- 武田舞彩の秘密基地
  - Vol.1（2019年10月25日、Artist Lounge TOKYO）
  - Vol.2（2019年12月21日、Artist Lounge TOKYO）
- 武田舞彩 3rd Live ばんどライブで覚醒かも（2020年3月20日→6月21日(延期→中止[注 3])、代官山 LOOP）
- 武田舞彩 one man live “girls chemistry” （2022年8月14日、shibuya eggman）
- band set 2 man live "GREAT ESCAPE"（2023年4月29日、shibuya eggman）
- band set one man live 武田舞彩 girls chemistry "Vogue" （2023年8月12日、shibuya eggman）

#### その他のライブ・イベント
- わーすた presents わんわんにゃんにゃん秋祭り（2018年11月22日・23日、よみうりランド）
- BEAT PHOENIX 2019 start up live SKY'S THE LIMIT（2019年3月12日、福井県県民ホール）
- BEAT PHOENIX 2019 （2019年9月16日、田原町ミューズ） - ライブ出演、公開収録ナビゲーター[28]
- Destination〜vol.11〜（2019年9月21日、ヤマハ銀座スタジオ）
- FVP presents／fun time Vol.5（2019年9月24日、渋谷LOFT HEAVEN）
- 日本医療大学『第6回 日医祭』（2019年10月5日、日本医療大学 真栄キャンパス つしま記念ホール）
- 松阜神社 秋季例大祭『武田舞彩アコースティックライブ』（2019年10月6日、松阜神社）
- 共栄大学『第36回 樹麗祭』（2019年11月3日、共栄大学 野外ステージ）
- SHIBUYA! PARTY! PARTY! Vol.48（2019年12月3日、渋谷TAKE OFF 7）
- surround around（2019年12月4日、shibuya eggman）
- Heart Beats!!（2019年12月5日、代官山LOOP）
- Girls' Acoustic Live Stage（2019年12月12日、ヤマハホール）
- 2020（2020年1月16日、TSUTAYA O-Crest）
- NEW NOISE! snow session 2020（2020年1月17日、shibuya eggman）
- Vivace（2020年1月21日、代官山LOOP）
- ふるさと鯖江の日記念コンサート（2020年1月24日、鯖江市嚮陽会館）[29]
- HOT ROCK SHOW（2020年1月28日、渋谷TAKE OFF 7）
- JEALOUS（2020年2月6日、shibuya eggman）
- WAKE UP!!（2020年2月25日、代官山LOOP）
- 海の声2020（2020年4月29日、三浦海岸 OTODAMA SEA STUDIO 2020） - 中止[注 4]
- Taylor Roadshow Vol.19 "Home Edition"（2020年8月22日、Artist Lounge TOKYO） - 無観客ライブ配信
- Special Live 歌姫伝説（2020年10月16日、渋谷TAKE OFF 7）
- Flavor 〜Daikanyama LOOP 12th Anniversary〜（2020年11月19日、代官山LOOP）
- ユカリズムvol.8 supported by NANIWAdelic（2020年12月11日、渋谷TAKE OFF 7）
- Flavor（2020年12月17日、代官山LOOP）
- NEW NOISE! – spring unpluged special –（2021年4月17日、shibuya eggman）
- 歌姫伝説2021 vol.6（2021年6月11日、渋谷TAKE OFF 7）
- Laguna 13th Anniversary（2021年7月29日、下北沢Laguna）
- 3man Live「いま歌いたい！」vol.2 （2021年9月25日、渋谷TAKE OFF 7）
- Otani pre.【Music has no borders vol.6】（2021年9月28日、navey floor AKASAKA）
- メガネフェス2022 （2022年10月1日・2日、鯖江市文化センター北広場）[31]
- 渋谷ハロウィンフェス2022 -ふるさと東京応援祭 DIAMOND FES （2022年10月30日、代々木公園野外ステージ）
- チャレンジ応援フェス （2023年2月4日、福井県国際交流会館 多目的ホール）
- シタマチサクラフェスタ （2023年3月25日・27日、5月4日・6日、おかちまちパンダ広場）
- HUG ROCK FESTIVAL 2023 GW （2023年5月2日、渋谷auba）

※その他、対バンライブ、配信イベントなどのイベントに出演。

### ラジオ
- SKY'S THE LIMIT（2019年1月12日 - 3月23日、FM福井） - パーソナリティ[32][33]
- 特別番組 BEAT PHOENIX 2019（2019年9月29日、FM福井） - ナビゲーター[28]
- 特別番組 FM FUKUI BEAT PHOENIX 2020 START UP RADIO supported by JA共済（2020年3月29日、FM福井） - MC[34]
- レディークラウド（2021年4月3日 - 2022年3月26日、TOKYO FM・JFN系ネット） - パーソナリティ[35]
- Update Evening!（2021年8月9日・11日、FM福井） - パーソナリティ[36]

### CM
- バンダイナムコゲームス「いっしょに遊ぼう! ドリームテーマパーク」（2011年11月）（映像 - YouTube）
- 福井新聞社（2015年6月 - ）[37]（映像 - YouTube）

### 短編映画
- 超絶☆学園〜未来へのSTEP〜（2012年、東宝、エイベックス・マネジメント）
- 野ばらに寄す（2013年、ACRAFT） - 主演[38]

### 舞台
- 超絶☆歌劇団 2013『SUPER☆WORLD 〜彼女達の冒険〜』（2013年11月2日 - 9日、DDD青山クロスシアター）- 僧侶 ノリウサ 役（ダブルキャスト）
- 超絶☆歌劇団 2015『SUPER☆WORLD RETURNS 〜彼女達の冒険〜』（2015年2月11日 - 15日、DDD青山クロスアシター） - 僧侶 役
- Girls Street Theater 2015『座・花御代コンチェルト』（2015年11月6日 - 15日、CBGKシブゲキ!!） - ソラ 役（すみれ組）

### WEB配信
- 武田舞彩★20th Birthday Special（2018年8月21日、SHOWROOM）